# Atrocity Exhibition
Atrocity Exhibition (с англ. — «Выставка жестокости») — песня британской постпанк-группы Joy Division, вышедшая в 1980 году, первый в списке композиций трек из второго и последнего альбома Closer. Композиция была спродюсирована Мартином Хеннетом и записана в студии Britannia Row Studios в Лондоне.
Песня названа в честь сборника рассказов Джеймса Грема Балларда «Выставка жестокости». Музыкально и лирически композиция насыщенна мрачностью. Рецензент музыкального ресурса Allmusic Нед Раггет охарактеризовал данный трек как «один из самых маловероятных открывающих любой альбом песен, даже если в том присутствует хорус под припев Йена Кертиса „This is the way, step inside“ (англ. Сюда, сделай шаг)».

## Звукозапись
Вначале песня была записана 4 июня 1979 года в Pennine Studios для радио-сессии Piccadilly. Далее она была представлена в отыгранных в живую сетах перед записью треков альбома Closer. Как и большинство других песен Joy Division, трек был записан путем джем-сейшена. Басист Питер Хук и гитарист Бернард Самнер поменялись инструментами при записи композиции; по словам Хука «нам было скучно записывать на своих инструментах, поэтому мы просто подумали, что нужно поменяться. Барни играл на басу, а я играл на гитаре. Я не был таким искусным гитаристом, как он, но мне понравилось, как это звучит. Впечатляющий рифф и бас тоже».
Запись Хэннета была высоко оценена, a Pitchfork охарактеризовал ее как «погребальную». Однако, как и в дебютном альбоме Unknown Pleasures, Хук и Самнер были недовольны работой Хэннета. Хук сказал, что трек был сведен в его отсутствие, и когда он услышал конечный результат, то был разочарован тем, что абразивность его гитарной партии была насыщена эффектами и смягчена. Позже он писал: "Я хватался за голову: "Ох, бл*дь, ну вот опять! Unknown Pleasures, часть вторая... Мартин [Хэннет], бл*дь, растворил гитару этим своим "временным убиватором" Marshall (ориг. Marshall Time Waster)**. Она звучит так, словно кто-то душит кошку, по мне, это абсолютно убило песню. Я был ужасно раздражён и высказал ему всё, что думаю, на что он повернулся ко мне и сказал "Отъе*ись".
** Имеется в виду прибор Marshall Time Modulator, прибор аналоговой задержки, активно использовавшийся Мартином Хэннетом при работе с артистами лейбла Factory Records.

## Характеристика песни
На композицию, в особенности, на трайбальную барабанную партию Стивена Морриса, похоже, повлияла krautrock группа Can. Со слов Раггета, «барабанная партия Морисса имеет нечто большее, чем выбитое из колеи раскачивание туда-сюда, и, вместо драматического наброска тех ударов, которые он так часто делает, Мартин Хеннет оттолкнул их немного назад в миксе, делая сильнее и немного подчиненнее».